# Sous-district de Beer-Sheva
1920 – 1948
Entités précédentes :
- Moutassarifat de Jérusalem ( Empire ottoman)

Entités suivantes :
- Gouvernement de toute la Palestine
 Israël

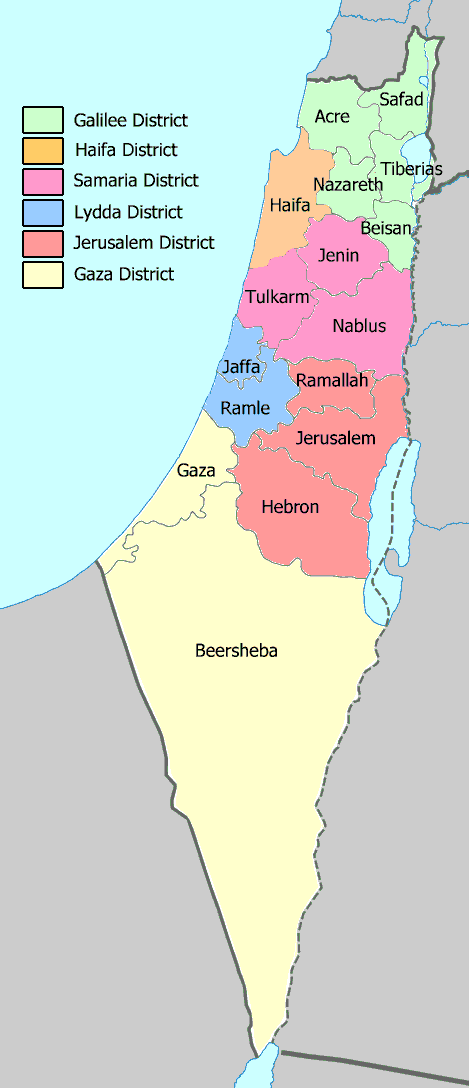
Les districts et sous-districts de la Palestine mandataire en 1945.

Le sous-district de Beer-Sheva (arabe : قضاء بئر السبع ; hébreu : נפת באר שבע) était un des sous-districts de la Palestine mandataire (en). Il recouvrait à peu près le territoire de l'actuel district sud d'Israël et de la bande de Gaza et avait pour chef-lieu la ville de Beer-Sheva. Après la guerre israélo-arabe de 1948-1949, une grande partie du sous-district devient le sous-district de Beer-Sheva israélien.

## Villes et villages dépeuplés
(localités actuelles entre parenthèses)
- Auja al-Hafir (Nessana)
- Beersheba
- al-Imara (Ofakim, Urim)
- al-Jammama (Ruhama)
- Al-Khalasah
- Umm al-Rashrash (Eilat)